# Квантунска област
Квантунската област, също Квантунска наета територия (на японски: 關東州, Kantō-shū), е историческа област в южна Манчжурия, източно от Шанхайгуанския проход, на Квантунския полуостров в югозападния край на Ляодунския полуостров.
Площта ѝ заедно с островите е 3168 km².
Квантунската област е учредена с указ на руския Сенат през 1899 г. на територията, дадена от Китай на Руската империя за 25-годишно арендно ползване без заплащане в замяна на военно-политическа подкрепа на Китай от Русия срещу японска агресия.. Населението на областта към 1898 г. е 250 хил. жители (76% китайци, 22% манджури).
Главен град е военноморското пристанище Порт Артур, други градове са търговското пристанище Дални (рус. Дальний), Бицзъво и старата китайска регионална столица град Цзинчжоу.
По силата на Портсмутския мирен договор от 23 август 1905 г. арендата на областта е прехвърлена на Япония заедно с построената от Русия част от Китайско-източна железопътна линия – от Чанчун до Порт Артур и Дални (около 735 km), с всички съоръжения, военни корабостроителници, арсенали и укрепления.
В състава на Японската империя Квантунската област има статут на територия под аренда (яп. 租借地), на която е учредено Квантунско губернаторство (яп. 関東都督府 Канто: токуфу). Там е разположен Квантунският гарнизон, който през 1919 г. е преименуван на Квантунска армия. По време на Първата световна война Япония предявява на Китайската република т. нар. „Двадесетте и едно искания“, които правителството на Китайската република е принудено да приеме; в резултат срокът на арендата на Квантунската област е продължен до 99 години, т. е. до 1997 г. След провъзгласяването през 1932 г. на Манджоу-Го Япония формално се отказва от Квантунска област в полза на Манджоу-го, обаче продължава да я управлява както по-преди, плащайки арендната вноска на Синцзин (Чнчун), а не на Нанкин. Същевременно местните жители получават поданство на Манчжоу-го.
По време на своето управление японците провеждат в областта редица реформи, включително поземлена и транспортна. За разлика от тогавашните Корея и Тайван, местното население на Квантунска област е с равни на японците права. Нямало е сегрегация в образованието през целия период на японската аренда; в училищата са се преподали китайски и японски език в примерно равно отношение. Япония не е предприемала никакви опити да се асимилира местното население.
След Втората световна война СССР възстановява арендата на Квантунска област. На 14 февруари 1950 г. е сключено споразумение с Китай за изтегляне на съветските войски от Порт Артур и предаване на съоръженията в този район на Китай след подписване на договора с Япония, но не по-късно от края на 1952 г. На 15 септември 1952 г. след размяна на ноти между Китай и СССР срокът за изтегляне на съветските войски е продължен до сключване на мирни договори между Китай и Япония, и СССР и Япония. Изтеглянето на съветските войски и предаването на териториите под китайска юрисдикция завършват през май 1955 г.